# 秘密諜報員 エリカ
『秘密諜報員 エリカ』（ひみつちょうほういん エリカ）は、2011年10月6日から同年12月29日まで読売テレビ制作・日本テレビ系列の木曜ミステリーシアター枠で放映されていたテレビドラマ。

## 概要
元スパイの過去を持つ主婦が、ひょんなことから家族に内緒で民間トラブルを解決する仕事を手伝うこととなり、スパイと主婦、相反する2つの顔を使い分けながら狡猾な悪を倒す姿を描く。栗山千明は本作が地上波の連続ドラマ初主演で、主題歌も担当する。
キャッチコピーは、「そのスパイには、もうひとつの顔がある。」
2012年3月9日にDVD-BOXを発売。

## あらすじ
かつて秘密諜報員としてスパイ活動を行っていた主人公・エリカ。現在は結婚し、専業主婦として幸せな家庭の日々を過ごしていた。
だがそんなある日、自宅に内閣情報調査室時代の元上司・戸塚が訪れ、スパイの経験を生かして新たに始めた民間トラブルを解決する仕事を手伝ってほしいとエリカに頼み込む。現場に戻る気持ちはないエリカだったが、家族にスパイだったことをバラすと戸塚に脅され、渋々手伝うハメに。こうして、エリカの主婦とスパイの2つの顔を使い分ける日々が始まった。

## キャスト

### 主人公
高橋 エリカ〔28〕 - 栗山千明
旧姓・湊。かつては内閣情報調査室（内調）特務課の秘密諜報員だったが、1年前に良介と結婚し退職。しかし元上司である戸塚がスパイだったことを家族にバラすと脅し、仕方なく戸塚シークレットサービスを手伝うことになる。
高校生の時に両親を事故で亡くし、社会に一人で取り残されてから世の中の人間は全て敵だと思って生きてきた。不良に絡まれているところを助けた戸塚にスカウトされ、スパイとして厳しい訓練を受ける。

### 戸塚シークレットサービス
戸塚 宗一〔45〕 - 杉本哲太
戸塚シークレットサービス社長。エリカの元上司だが、ある事件を機に内調を辞めた後、スパイの経験を生かし戸塚シークレットサービスを始める。自らスカウトしたエリカの実績を買い、家族にスパイだったことをバラすと脅し仕事を手伝わせる。
内調時代に、ある事件の情報を不正に外部に漏らした疑いを持たれ、表向きはその責任を取る形で辞めさせられたが、真の黒幕を暴くために、その後も海外組織やイリーナと接触していた。その功績が認められ、官房長官から直々に内調への復帰を打診されるが断る。
園田 純平〔23〕 - 井出卓也
関東理工大学の大学院生で、戸塚シークレットサービスのバイト。コンピュータおよび軍事オタクで、内調のコンピュータにハッキングしたことがある。メカにも強く、スパイ道具の製作や暗号解読などエリカのアシスタントを務める。特殊メイクのバイト経験もある。

### 高橋家
高橋 良介〔35〕 - 東根作寿英
エリカの夫。温和な性格で、料理や裁縫が得意。当初はマンション暮らしだったが、「小さくてもあったかい家がほしい」というエリカの夢を叶えるために、中古の一戸建てを30年ローンで購入する。
スパイ活動でたびたび遅く外出するエリカの口実をずっと信じていたが、太一ママとのクリスマス会の打ち合わせが嘘だったと知り、エリカの行動を疑い始める。
高橋 航太郎〔5〕 - 谷合純矢
良介の前妻の子。エリカのことをエリカちゃんと呼んでいたが、クリスマスイブの前日に犬飼に誘拐され、エリカに助けられてからはママと呼ぶようになる。

### 秘密クラブ「K」
葛城 イリーナ〔27〕 - NorA
秘密クラブ「K」のポールダンサー。母親はロシア人。たびたび戸塚と接触し、組織の男と犬飼が関わっている証拠を盗み出すことに成功するが、口封じのため犬飼の部下に射殺される。
- 秘密クラブ「K」の従業員 - 真柴幸平
- 秘密クラブ「K」のポールダンサー - 石室屋綾乃[3]

### その他
犬飼 真人 - 神保悟志
内閣情報調査室特別調査部部長。エリカの元上司であり戸塚の同期。長谷川明彦の捜索を戸塚シークレットサービスに依頼する。
戸塚の退職理由をエリカに明かし、戸塚の行動を調査させていた。しかし実は海外組織に機密情報を漏らしていた真の黒幕で、エリカに内閣府の情報処理室に潜入され情報が盗まれたことを知り、エリカが盗んだ情報と戸塚の遺体を交換条件に航太郎を誘拐するが、決戦の末エリカ達に敗北し逮捕される。
太一ママ - 杉本美豊
太一の母親。エリカのママ友。
太一 - 松田知己
航太郎の幼稚園の同級生。

### ゲスト
太字は依頼人 / ★はエリカが制裁を与えた人物（事件の黒幕及びその部下など）
- 第1話
  - 竹内 ひとみ - 建みさと
  - 速水 俊（松島総合病院の外科医）★ - 松田悟志
  - 桐生 信也（婚活サークル「セレブレイト・マリッジ」社長）★ - 窪塚俊介
  - 松島 美紗子（松島総合病院院長の娘・速水の婚約者） - 石原あつ美
  - 「セレブレイト・マリッジ」社員 - 須田邦裕
  - ロシア人スパイ - アンドレイ V、マキシム K、イヴァン S
- 第2話
  - 小沢 菜々子（明南不動産総務部・社員） - 佐藤めぐみ
  - 遠藤 武男（明南不動産総務部長）★ - 伊藤正之
  - 都島 文恵（明南不動産総務部・社員） - 氏家恵
  - 千葉 祐介（明南不動産総務部・社員） - 尾関伸嗣
  - 熊谷 千代美（明南不動産総務部・ナイスキャリア派遣社員） - 中丸シオン
  - 田中（ナイスキャリア派遣担当者） - 松澤仁晶
  - 浜野（明南不動産総務部・社員） - 比佐仁
  - ミサキ（航太郎の幼稚園の同級生） - 照井里央菜
  - ユウナ（航太郎の幼稚園の同級生） - 安留桜
- 第3話
  - 橋本 真奈美 - 松田沙紀
  - 東原 聡（東原ビューティークリニック医院長）★ - 袴田吉彦
  - 木村 隆（東原ビューティークリニック医師） - 反田孝幸
  - 松井 百合子（民生党代議士） - 久世星佳
  - 藤本 丈一朗（東原ビューティークリニック院長秘書）★ - 外川貴博
  - 東原ビューティークリニック清掃作業員 - しのへけい子
  - 東原ビューティークリニック経理部長 - 津村和幸
  - 東原ビューティークリニック看護師 - 西脇裕美
  - 木村の担当患者 - 金城めぐ
- 第4話
  - 松井 知美 - 白土直子
  - 吉川 由香（クラブ「ナイトローズ」ホステス）★ - 三津谷葉子
  - 葛西 一也（「ナイトローズ」店長）★ - 波岡一喜
  - 松井 浩之（マツイトレーディング社長、知美の夫） - 高杉航大
  - 松井 孝史（浩之の秘書、浩之の弟） - 古澤蓮
  - カオリ（「ナイトローズ」ホステス） - 立花彩野
  - 「ナイトローズ」の客 - 浜近高徳
- 第5話
  - 藤村 しおり（淳一郎の後妻） - 星野真里
  - 藤村 翔（淳一郎としおりの子） - 佐藤瑠生亮
  - 藤村 信一郎（淳一郎の長男） - 木下政治
  - 藤村 孝二郎（淳一郎の二男） - 内田滋
  - 藤村 真理子（信一郎の妻） - 古川りか
  - 藤村 実花（淳一郎の長女） - 西丸優子
  - 大杉 徹（藤村家の顧問弁護士）★ - 矢柴俊博
  - 藤村 淳一郎（華道草花流家元・故人） - 児玉頼信（写真 / 回想）
- 第6話
  - 川瀬 充 - 原田健二
  - 川瀬 玲子（充の妻、心の癒しセミナー「真理の扉」上級会員） - 陽月華
  - 西山 正道〔正夫〕（「真理の扉」代表）★ - 尾美としのり
  - 大橋 美幸（「真理の扉」職員）★ - 今泉あまね
  - 竹原 純一（「真理の扉」職員）★ - 井上雅稀
  - 不動産会社社員 - 山口大地
- 第7話
  - 川瀬 聡美 - 内田もも香
  - 近藤 洋一（元銀行員、聡美の兄） - 遠山俊也
  - 佐伯 美咲（洋一の婚約者）★ - 北川弘美
  - 森田 幸雄（オタク中年） - 佐伯新
  - 西崎 京介（西崎グループの御曹司、美咲の元恋人） - 前川泰之
  - 美咲の父親役の日雇い作業員 - 鳥木元博
  - 美咲の母親役の日雇い作業員 - 辻千春
  - レストラン「ALLEGRO」のウェイター - 幸野友之
  - ホテルミレニアムトーキョーのドアボーイ - 八木隆典
- 第8話
  - 長谷川 明彦（郷野の政策担当秘書） - 堀部圭亮
  - 長谷川 結衣（大学生、明彦の娘） - 小林涼子
  - 郷野 新（民生党衆議院議員、警察官僚OB）★ - 大林丈史
  - 郷野の秘書★ - 國本鍾建、塚原大助
- 第9話
  - 沢村 早織（メイドカフェ「はにかむ学園」店員、A-1グランプリファイナリスト） - 岩田さゆり
  - 白石 莉沙（「はにかむ学園」店員、A-1グランプリファイナリスト） - 小松彩夏
  - 土井 雪絵（「はにかむ学園」店員、早織の友人）★ - 菅野莉央
  - 浦本[4]（「はにかむ学園」の客、武器マニア）★ - 渋江勝
  - 平沼（「はにかむ学園」の常連客） - 藤田秀世
  - 川上（「はにかむ学園」の常連客） - 新貝文規
  - 藤田（「はにかむ学園」の常連客） - 白倉裕二
  - 「はにかむ学園」の客 - 芹澤興人、鈴木康洋
- 第10話
  - 本多 彩花（佐々木の恋人） - 朝倉えりか
  - 佐々木 康介 / 飯沼 明（彩花の恋人 / 会計士） - 丸山智己
  - 望月 雄也（銀龍会会長）★ - 手塚秀彰
  - 滝野 剛（銀龍会若頭）★ - 奥村幸礼
  - 本永（銀龍会組員）★ - 尾形直哉
  - マンションの管理人 - 小島康志
  - 不良 - 伊藤竜翼
- 第11話
  - 松下 夕海（スポーツクラブ「NTKスポーツクラブ」インストラクター） - 西原亜希
  - 伊佐山 篤史 / 唐木 修（「NTKスポーツクラブ」会員、警視庁刑事部捜査共助課）★ - 相島一之
  - 澤田 祐也（「NTKスポーツクラブ」支配人）★ - 近江谷太朗
  - 椋樹 徹（盗撮DVD制作会社社長） - 水野直
- 第12話
  - 浅井先生（航太郎の幼稚園の先生） - 丸山優子
  - 木下 雄一（内閣府職員） - 鈴木アキノブ
  - 坂下 真奈美（内閣府職員） - 高尾洋子
  - 情報処理室にいた内閣府職員 - 高橋修
  - 警官 - 佐東まんごろう[5]
  - 内閣府の警備員 - 仲龍二
- 第12話 - 最終話
  - 内閣官房長官 - 小野寺昭
  - 犬飼の部下★ - 岩田知幸、島村勝
  - ロシア人スパイ - Ivan
- 最終話
  - 聖フランシスコ教会の牧師（内調時代の戸塚の元上司） - 千葉真一（友情出演）
  - ロシア人スパイ - Iouri Klotchkov

## スタッフ
- 脚本：関えり香、田中眞一、鈴木智
- 音楽：遠藤幹雄
- 演出：植田尚（MMJ）、星野和成、竹網裕博、安見悟朗
- チーフプロデューサー：堀口良則
- プロデューサー：岡本浩一、伊藤達哉（MMJ）
- 制作協力：MMJ
- 制作著作：読売テレビ

## ロケ地
- 高橋家が一戸建てに引っ越す前に住んでいたマンションは、横浜市都筑区にある港北ルミエラガーデンズが撮影に使用されていた[要出典]。

## 主題歌
- 栗山千明「月夜の肖像」（デフスターレコーズ）

## サブタイトル
| 話数          | 放送日         | サブタイトル                                              | 脚本     | 演出     |
| ------------- | -------------- | --------------------------------------------------------- | -------- | -------- |
| MISSION 1     | 2011年10月06日 | 元スパイの新米ママが変装・潜入・武術で悪徳医師を一刀両断  | 関えり香 | 植田尚   |
| MISSION 2     | 2011年10月13日 | ネット掲示板でOLを陰湿嫌がらせ…女子更衣室の罠を暴け!      | 関えり香 | 植田尚   |
| MISSION 3     | 2011年10月20日 | 金欲まみれ美容整形外科に極秘潜入! ナース姿で医師をダマせ  | 田中眞一 | 星野和成 |
| MISSION 4     | 2011年10月27日 | 渦巻く愛人関係の謎 ホステスに変装し銀座クラブに極秘潜入!  | 田中眞一 | 竹網裕博 |
| MISSION 5     | 2011年11月03日 | 美しき遺産相続人は元風俗嬢! 家政婦に変装し強欲一家に潜入  | 関えり香 | 安見悟朗 |
| MISSION 6     | 2011年11月10日 | 悩める女性をねらう悪魔の心理セミナー! 秘密部屋に潜入せよ  | 田中眞一 | 植田尚   |
| MISSION 7     | 2011年11月17日 | 清楚美女の裏の顔は男を転がす結婚詐欺師 強欲な本性を暴け!  | 鈴木智   | 星野和成 |
| MISSION 8     | 2011年11月24日 | ターゲットとの禁断の恋! 任務を途中放棄 チーム崩壊の危機!  | 関えり香 | 竹網裕博 |
| MISSION 9     | 2011年12月01日 | 美少女コンテストの裏側に潜入! 裏切りと嫉妬うず巻く争い!   | 田中眞一 | 植田尚   |
| MISSION 10    | 2011年12月08日 | 恋人は犯罪者!? 過去消した男の秘密暴く! 変装ミニスカサンタ | 鈴木智   | 星野和成 |
| MISSION 11    | 2011年12月15日 | フィットネスクラブで密室セクハラ! 女性襲う色欲男を倒せ!   | 鈴木智   | 竹網裕博 |
| MISSION 12    | 2011年12月22日 | 裏切り者の正体とは? 絆で結ばれた二人がナイフ向け合う瞬間  | 関えり香 | 星野和成 |
| FINAL MISSION | 2011年12月29日 | 最愛の息子の命は…最後のミッションは母エリカが全てを倒す   | 関えり香 | 植田尚   |

- 第10話はFIFAクラブワールドカップ2011プレーオフ・柏レイソル×オークランド・シティFC戦中継および『FIFAクラブワールドカップハイライト』放送のため、翌12月9日 0:28開始。
- 第11話はFIFAクラブワールドカップ2011準決勝・アル・サッド×FCバルセロナ戦中継および『FIFAクラブワールドカップハイライト』放送のため、翌12月16日 0:13開始。
- 6.5%を記録した第9話で、木曜ミステリーシアター枠の最高視聴率を更新した。